# Alphonse Barbot
Alphonse Barbot est un homme politique français né le 27 avril 1893 à Montauban-de-Bretagne (Ille-et-Vilaine) et décédé le 14 septembre 1939 à Rennes (Ille-et-Vilaine).

## Biographie
Forgeron-mécanicien, comme son père, il est mobilisé pendant la guerre de 1914-1918, et participe en comme quartier-maître aux opérations des Dardanelles, sur la Jeanne d'Arc puis sur un sous-marin.
Revenu à la vie civile, il devient mécanicien automobile à Romillé.
Il est député d'Ille-et-Vilaine de 1928 à 1939, siégeant d'abord au groupe des indépendants, puis comme non inscrit. Il y est cependant un député actif, intervenant essentiellement pour la défense des paysans et des artisans. Son ton souvent vif lui vaut cependant de nombreux rappels à l'ordre, mais lui assure aussi une réelle popularité auprès de ses électeurs, qui lui permet d'être réélu à chaque fois dès le premier tour de scrutin.
Il fait partie lors des élections législatives de 1936 des quinze députés élus en Bretagne signataires d'un « programme du Front Breton », qui vise alors à créer un groupe parlementaire breton à l'Assemblée nationale, et à défendre des lois en faveur de la régionalisation des institutions ou en faveur de l'enseignement de la langue bretonne.
Toujours député, il meurt de maladie le 14 septembre 1939.